# Brokęcino
Brokęcino is een plaats in het Poolse district  Złotowski, woiwodschap Groot-Polen. De plaats maakt deel uit van de gemeente Okonek en telt 220 inwoners.

## Verkeer en vervoer
- Station Brokęcino